# Vale do Açu
Vale do Açu is een van de 19 microregio's van de Braziliaanse deelstaat Rio Grande do Norte. Zij ligt in de mesoregio Oeste Potiguar en grenst aan de microregio's Macau, Angicos, Serra de Santana, Seridó Ocidental, Catolé do Rocha (PB), Médio Oeste en Mossoró. De microregio heeft een oppervlakte van ca. 4.709 km². In 2006 werd het inwoneraantal geschat op 134.253.
Negen gemeenten behoren tot deze microregio:
- Assu
- Alto do Rodrigues
- Carnaubais
- Ipanguaçu
- Itajá
- Jucurutu
- Pendências
- Porto do Mangue
- São Rafael

Mesoregio's: Agreste Potiguar · Central Potiguar · Leste Potiguar · Oeste Potiguar

Microregio's: Angicos · Agreste Potiguar · Baixa Verde · Borborema Potiguar · Chapada do Apodi · Litoral Nordeste · Litoral Sul · Macaíba · Macau · Médio Oeste · Mossoró · Natal · Pau dos Ferros · Seridó Ocidental · Seridó Oriental · Serra de São Miguel · Serra de Santana · Umarizal · Vale do Açu